# Wanda Group
Wanda Group (chino simplificado: 万达集团; chino tradicional: 萬達集團; pinyin Wàndá Jítuán) o Dalian Wanda (chino: 大连万达) es un conglomerado multinacional chino. Es el promotor y propietario de bienes inmuebles privados más grande y la cadena de cines más grande del mundo, propietario de Wanda Cinemas y Hoyts Group. En Chile Hoyts fue adquirido por Cinépolis, en Uruguay por Life Cinemas y en Argentina por Cinemark.
La compañía opera en cinco industrias principales: comerciales, hoteles de lujo, cultura, turismo y tiendas. Fue fundada en Dalian, Liaoning y actualmente tiene su sede en Pekín. En el año 2016, compró la productora de cine americana Legendary Entertainment.

## Historia
La empresa fue fundada en Dalian (Liaoning) en 1988 como una inmobiliaria residencial por Wang Jianlin. Constituida en 1992, la compañía fue «una de las primeras empresas por acciones de la RPC» después de la reforma económica.
En 2012 AMC Theatres fueron adquiridas por el grupo empresarial Chino Wanda Group.
En enero de 2015 adquirió el 20% del equipo español Atlético de Madrid, propiedad de Miguel Ángel Gil Marín. 
En julio de 2016 AMC Theatres adquirió el 100% de Odeon Cinemas Group. Grupo al que pertenece la red española de salas de cine y espectáculos Cinesa, con presencia en casi todo el territorio español.